# بيت الحارثي (عمران)
بيت الحارثي هي إحدى قرى الجمهورية اليمنية. تتبع جغرافيا لمحافظة عمران وإداريًا لمديرية جبل عيال يزيد. يبلغ تعداد سكانها 1280 نسمة حسب الإحصاء الذي أجري عام 2004.